# Sorman stadium
Rafik Sorman Stadium (ستاد رفيق سورمان) är en multisportarena i Sorman, Libyen. Arenan används främst för fotboll, och är hemmaarena för Rafik Sorman. Arenan har plats för 8000 åskådare.